# Leeds Internacional Classic de 1996
A 8.ª edição da Leeds Internacional Classic, antes nomeada Wincanton Classic, teve lugar em 18 de agosto de 1996. Conseguida pelo Italiano Andrea Ferrigato, da equipa Roslotto-ZG Mobili, é a sétima prova da Copa do Mundo.

## Classificação final
| Pos. | Ciclista            | Equipa             | Tempo           |
| ---- | ------------------- | ------------------ | --------------- |
| 1    | Andrea Ferrigato    | Roslotto-ZG Mobili | 5 h 43 min 13 s |
| 2    | Maximilian Sciandri | Motorola           | + 1 s           |
| 3    | Johan Museeuw       | Mapei-GB           | + 20 s          |
| 4    | Lance Armstrong     | Motorola           | m.t.            |
| 5    | Michele Bartoli     | GB-MG Maglificio   | m.t.            |
| 6    | Davide Rebellin     | Polti              | m.t.            |
| 7    | Marco Fincato       | Roslotto-ZG Mobili | m.t.            |
| 8    | Andrea Tafi         | Mapei-GB           | m.t.            |
| 9    | Marco Milesi        | Brescialat-Verynet | + 1 min 1 s     |
| 10   | Stefano Colagè      | Refin-Mobilvetta   | + 1 min 9 s     |